# Arsames de Armenia
Arsames ( en armenio: Արշամ ; muerto hacia el 228 a. C.) fue un dinasta órontida de Armenia, de Sophene y de Comagene hacia el 240 a. C.

## Orígenes
Arsames era el heredero de los sátrapas que gobernaban en Armenia para el Imperio aqueménida. Según Cyrille Toumanoff, fue hijo y sucesor de Samos, que a su vez sucedió a Orontes III,  el «Ardoates rey de los Armenios» según Diodoro Sículo ,que apoyó en el 301 a. C., a Ariarates III durante su reconquista de Capadocia al Reino de Macedonia. Cyrille Toumanoff rechaza la hipótesis que introduce un segundo Arsames (II) en la genealogía de los oróntidas con el fin de restablecer el número de generaciones entre su descendiente Mitrídates I de Comagene y la esposa de este último, la princesa seléucida Laódice VII Tea
Marie-Louise Chaumont y Giusto Traina consideran que Arsames reinó en Sophene, basándose sobre todo en la tiara que luce en sus monedas, la identifican con la tiara sofeniana.

## Reinado
Como varios otros dinastas de Asia Menor, Arsames tomó partido por Antíoco Hierax en la guerra fratricida que lo opuso a su hermano, Seleuco II Calinico. En el año 228 a. C., según Polieno, «cuando [Antíoco Hierax] atravesaba las montañas de Armenia, fue recibido por Arsames que era amigo suyo». Este mismo príncipe, identificado con Arsames, toma el título real en una moneda de bronce que representa en el anverso la cabeza del rey tocado con una tiara cónica y en el reverso la inscripción «ΒΑΣΙΛΕΩΣ ΑΡΣΑΜΟΥ» (Basileos Arsamou) con un caballero que lleva un sombrero cónico y que blande una jabalina.
Arsames es reputado por ser el fundador hacia el 235 a. C., de dos ciudades epónimas, Arsamosata en Sophene y Arsamea en Comagene, lo que tiende a demostrar que su poder estaba centrado sobre estas regiones más que sobre Armenia propiamente dicha.

## Descendencia
Según Cyrille Toumanoff, Arsames tuvo varios hijos:
- Jerjes de Armenia, que fue su sucesor en Arsamosata;
- Abdisares (¿?), tal vez rey después de su hermano o solo en Sophene y Comagene;
- Orontes IV;
- Mitras, sumo sacerdote del Sol y de la Luna del santuario de Armavir.

Por otra parte, Arsames es presentado como el abuelo de Ptolomeo de Comagene, el fundador de la dinastía de los reyes de Comagene.